# Warren Shouldice
Warren Shouldice (ur. 1 kwietnia 1983 w Calgary) – kanadyjski narciarz dowolny, specjalista w skokach akrobatycznych. Jest mistrzem świata w skokach akrobatycznych, tytuł ten wywalczył na mistrzostwach świata w Deer Valley. W swej kolekcji medalowej posiada również brązowy medal w skokach akrobatycznych wywalczony na mistrzostwach świata w Inawashiro. Jego najlepszym wynikiem olimpijskim jest 6. miejsce w skokach akrobatycznych na igrzyskach olimpijskich w Turynie. Najlepsze wyniki w Pucharze Świata osiągnął w sezonie 2005/2006, kiedy to zajął 9. miejsce w klasyfikacji generalnej, a w klasyfikacji skoków akrobatycznych był trzeci.

## Osiągnięcia

### Igrzyska olimpijskie
| Miejsce | Dzień     | Rok  | Miejscowość | Konkurencja        | Zwycięzca        |
| ------- | --------- | ---- | ----------- | ------------------ | ---------------- |
| 6.      | 23 lutego | 2006 | Turyn       | Skoki akrobatyczne | Han Xiaopeng     |
| 10.     | 25 lutego | 2010 | Vancouver   | Skoki akrobatyczne | Alaksiej Hryszyn |

### Mistrzostwa świata
| Miejsce | Dzień    | Rok  | Miejscowość | Konkurencja        | Zwycięzca     |
| ------- | -------- | ---- | ----------- | ------------------ | ------------- |
| 9.      | 18 marca | 2005 | Ruka        | Skoki akrobatyczne | Steve Omischl |
| 3.      | 4 marca  | 2009 | Inawashiro  | Skoki akrobatyczne | Ryan St. Onge |
| 1.      | 4 lutego | 2011 | Deer Valley | Skoki akrobatyczne | -             |

### Puchar Świata

#### Miejsca w klasyfikacji generalnej
- sezon 2002/2003: 28.
- sezon 2003/2004: 56.
- sezon 2004/2005: 22.
- sezon 2005/2006: 9.
- sezon 2007/2008: 22.
- sezon 2008/2009: 34.
- sezon 2009/2010: 24.
- sezon 2010/2011: 13.

#### Miejsca na podium
1. Mont Tremblant – 11 stycznia 2004 (Skoki akrobatyczne) – 2. miejsce
2. Lake Placid – 14 stycznia 2005 (Skoki akrobatyczne) – 2. miejsce
3. Changchun – 16 grudnia 2005 (Skoki akrobatyczne) – 1. miejsce
4. Mont Gabriel – 8 stycznia 2006 (Skoki akrobatyczne) – 3. miejsce
5. Deer Valley – 14 stycznia 2006 (Skoki akrobatyczne) – 2. miejsce
6. Cypress Mountain – 10 lutego 2008 (Skoki akrobatyczne) – 3. miejsce
7. Davos – 7 marca 2008 (Skoki akrobatyczne) – 2. miejsce
8. Changchun – 20 grudnia 2008 (Skoki akrobatyczne) – 3. miejsce
9. Lake Placid – 18 stycznia 2009 (Skoki akrobatyczne) – 3. miejsce
10. Mont Gabriel – 21 stycznia 2010 (Skoki akrobatyczne) – 2. miejsce
11. Beidahu – 17 grudnia 2010 (Skoki akrobatyczne) – 2. miejsce
12. Calgary – 29 stycznia 2011 (Skoki akrobatyczne) – 1. miejsce

- W sumie 2 zwycięstwa, 6 drugich i 4 trzecie miejsca.